# Пуассоньер (станция метро)
Пуассоньер (фр. Poissonnière) — станция линии 7 Парижского метрополитена, расположенная на границе IX и X округов Парижа. Названа по одноимённой улице (фр. Rue de Faubourg Poissonniere), названной, в свою очередь, в честь старинной профессии рыбораздельщиков, свозивших рыбу на рынок Ле-Аль. Рядом со станцией также располагается известный лицей Ламартен.

## История
- Станция открылась 5 ноября 1910 года в составе первого пускового участка линии 7 Опера — Порт-де-ля-Вийет.
- Пассажиропоток по станции по входу в 2013 году, по данным RATP, составил 3 594 301 человек (145 место по уровню входного пассажиропотока в Парижском метро)[2].